# La Perdiguera (Aragó)
La Perdiguera (en aragonès A Perdiguera, en castellà Laperdiguera) és un municipi aragonès situat a la província d'Osca i enquadrat a la comarca del Somontano de Barbastre.
La temperatura mitjana anual és de 13,3° i la precipitació anual, 525 mm.